# Breza (Bjelovar)
Breza is een plaats in de gemeente Bjelovar in de Kroatische provincie Bjelovar-Bilogora. De plaats telt 125 inwoners (2001).